# Polynesia sunandava
Polynesia sunandava là một loài bướm đêm trong họ Geometridae.